# Roman Juryś

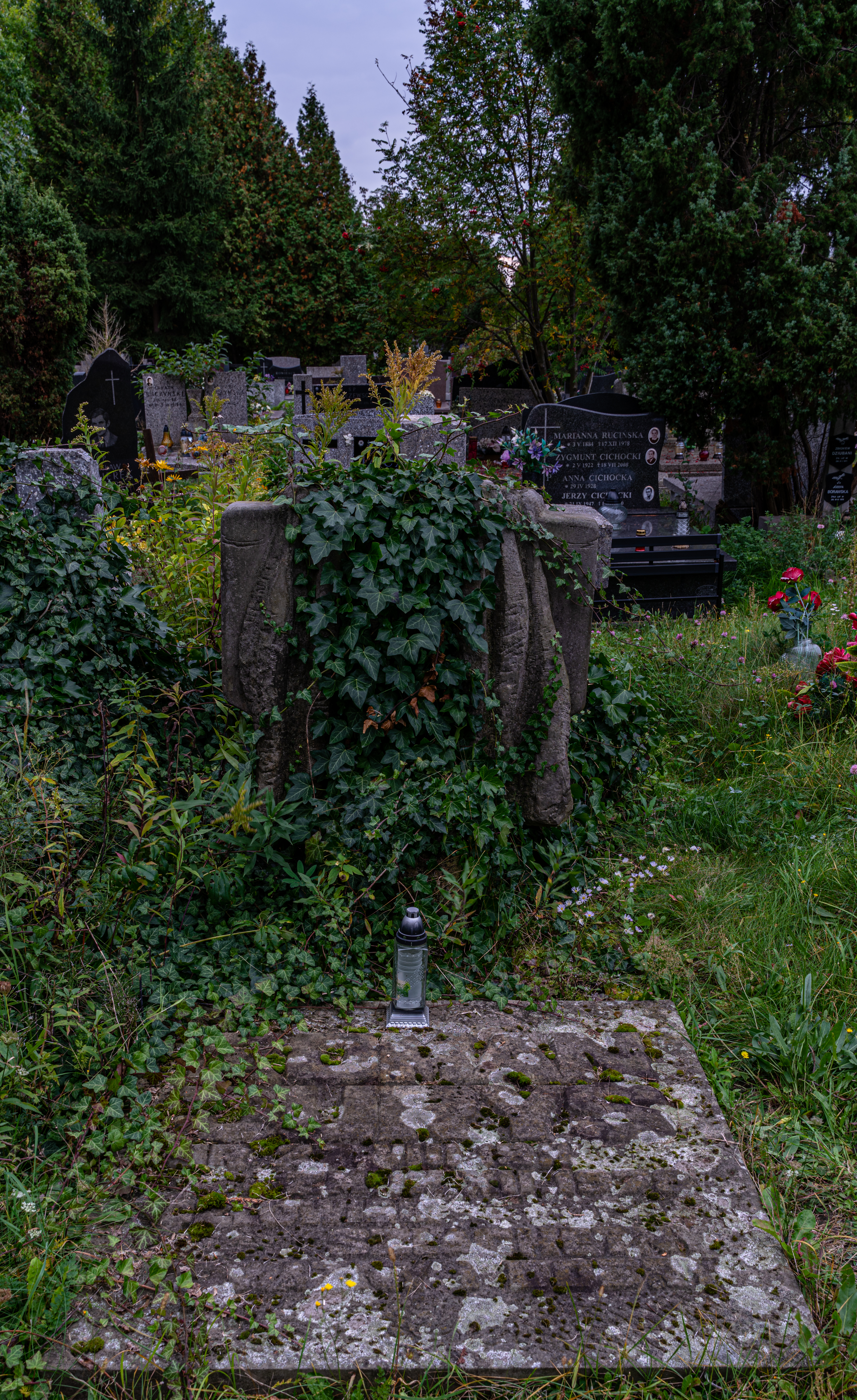
Grób Romana Jurysia na cmentarzu komunalnym Północnym w Warszawie

Roman Juryś, właśc. Chaim Schacht, ps. „Henryk”, „Stefan”, „Szybiński” (ur. 27 sierpnia 1911 w Jaśle, zm. 17 grudnia 1978 w Warszawie) – działacz komunistyczny, dziennikarz, publicysta. Jego córką jest Julia Juryś, urodzona w 1946 roku.
Syn żydowskiego zegarmistrza Abrahama Schachta, 1926 skończył 4 klasy szkoły podstawowej i został robotnikiem w warsztacie papierniczym w Jaśle, 1928 zdał egzamin z zakresu 7 klasy szkoły podstawowej i wstąpił w Warszawie do seminarium nauczycielskiego. Od 1928 działacz Związku Młodzieży Socjalistycznej Szkół Średnich (organizacji pod wpływami komunistycznymi), a VI 1929 wstąpił do Związku Młodzieży Komunistycznej (ZMK). Był czynny w technice Komitetu Warszawskiego ZMK. Po wydaleniu ze szkoły średniej w 1930 wrócił do Jasła i został tam kierownikiem magazynu handlowego. 1 VIII 1930 aresztowany i 22 X 1930 skazany na rok więzienia. 1931 zwolniony, wstąpił do KPP. Członek Komitetu Dzielnicowego (KD) i członek Komitetu Podokręgowego KPP w Jaśle. 4 IX 1932 aresztowany i 14 XI 1932 skazany na 3 lata więzienia. Wyrok odsiadywał w Jaśle, Wiśniczu i Tarnowie. 4 IX 1935 zwolniony, udał się do Krakowa, gdzie został robotnikiem w fabryce chemicznej. Członek Komitetu Okręgowego (KO) KPP i KO MOPR.
Kierował specjalną grupą instruktorów związkowych utworzoną dla ułatwienia pracy działaczom KPP w związkach zawodowych. III 1936 był współorganizatorem strajków, za co 1 IV 1936 został aresztowany i osadzony w więzieniu św. Michała w Krakowie, a 13 VII 1936 skazany na 2 lata więzienia z zaliczeniem aresztu śledczego. Więziony w Krakowie, Wiśniczu i Tarnowie. I 1938 zwolniony z powodu choroby, leczył się w Zakopanem i wyjechał później do Warszawy, gdzie był księgowym w przedsiębiorstwie transportowym. IX 1939 udał się do Lwowa i pracował w tamtejszym sądownictwie sowieckim. Po ataku Niemiec na ZSRR VI 1941 wstąpił do Armii Czerwonej. Dwukrotnie ranny, V 1942 zwolniony ze służby wojskowej z powodu stanu zdrowia. Leczył się w Leninabadzie, a od III 1943 był tam księgowym, później dyrektorem Domu Inwalidów Wojennych. Działacz ZPP, od IX 1943 przewodniczący Zarządu Obwodowego ZPP w Leninabadzie. VII 1944 wezwany do Moskwy, VII 1944 przyjęty do PPR.
W 1944 został redaktorem naczelnym organu prasowego ZPP „Wolna Polska” wydawanego do VIII 1946 w Moskwie. Pisywał również do „Nowych Widnokręgów”. Po rozwiązaniu ZPP VIII 1946 wrócił do kraju i został redaktorem w piśmie KC PPR „Głos Ludu”, od 1948 „Trybuna Ludu”. Publikował tam zgodne z linią partyjną i propagandą stalinowską artykuły o ówczesnych procesach politycznych, m.in. procesie Komitetu Porozumiewawczego Organizacji Polski Podziemnej XII 1947, procesie kierownictwa podziemnej PPS-WRN XI 1947 i procesie Laszlo Rajka w Budapeszcie w 1949, na którym był obecny jako specjalny korespondent „Trybuny Ludu”. 30 XI 1956 na własną prośbę zwolniony z pracy w redakcji „Trybuny Ludu”. VIII 1957 został zastępcą redaktora naczelnego „Zwierciadła”. Później był współzałożycielem i redaktorem naczelnym „Ty i Ja”. X 1962 zwolniony, poświęcił się wyłącznie publicystyce. Odznaczony m.in. Orderem Sztandaru Pracy II klasy (1950) i Medalem 10-lecia Polski Ludowej (1955).
W zbiorach „Księga Wspomnień” (Warszawa 1960) i „Cyganeria i polityka. Wspomnienia krakowskie 1919-1939” (Warszawa 1964) opublikował fragmenty wspomnień. W zbiorze „Byli wśród nas” (Warszawa 1958) zamieścił kilkanaście artykułów biograficznych działaczy PPR. Pochowany na cmentarzu Północnym w Warszawie.